# Puntland
Puntland (somalisch Puntlaand; arabisch أرض البنط, Umschrift nach ISO 233: Arḍ al-Bunṭ; englisch Puntland State of Somalia) ist eine Region im nordöstlichen Somalia am Horn von Afrika, deren politische Führung im Verlauf des somalischen Bürgerkrieges einen autonomen Teilstaat mit der Hauptstadt Garoowe ausgerufen hat. Größte Stadt und Handelszentrum ist die Hafenstadt Boosaaso. Im Gegensatz zum benachbarten Somaliland zeigte sich Puntland bis 2024 aber weniger an der eigenen Unabhängigkeit als an einer Lösung für Gesamt-Somalia interessiert. Der ehemalige puntländische Präsident Abdullahi Yusuf Ahmed war von 2004 bis Ende 2008 Präsident der international anerkannten Übergangsregierung Somalias.
Der Landesname ist von dem sagenhaften Land von Punt abgeleitet, das in altägyptischen Quellen beschrieben wird und sich möglicherweise am Horn von Afrika befand. Puntland benutzte anfangs die gleichen Staatssymbole wie die Übergangsregierung, nahm aber 2009 eigene Flagge, Wappen und Nationalhymne an. Wichtigster Clan der Region ist die Harti-Untergruppe der Darod, vor allem deren Subclan Majerteen.

## Geographie
Puntland umfasst etwa ein Drittel der Landfläche Somalias, grenzt im Westen an Somaliland, im Südwesten an Äthiopien und im Süden an die somalische Region Galmudug. Im Norden liegt der Golf von Aden und im Südosten der Indische Ozean. Nach der Verwaltungsgliederung Somalias umfasst es die Regionen Nord-Mudug, Nugaal und Bari mit dem „Horn von Afrika“. Die Zugehörigkeit von Teilen der Regionen Sool und Sanaag ist zwischen Puntland und Somaliland umstritten.

## Geschichte
Die Autonomie Puntlands geht hauptsächlich auf die Rebellenorganisation Somalische Demokratische Erlösungsfront SSDF des Majerteen-Clans zurück. Diese hatte seit 1982 in Nordost-Somalia gegen die autoritäre somalische Regierung unter Siad Barre gekämpft und seit 1988 die Kontrolle über die Region übernommen.
1998 organisierte die SSDF eine Versammlung von Clan-Vertretern in Garoowe, auf der man sich auf die Schaffung einer autonomen Regionalverwaltung einigte. Vorbild dafür war nicht zuletzt Somaliland, das seit 1991 faktisch von Somalia unabhängig ist und ein relativ stabiles demokratisches System errichtet hat. Im Unterschied zu Somaliland beabsichtigte SSDF-Führer und Präsident Puntlands Abdullahi Yusuf Ahmed jedoch keine dauerhafte Unabhängigkeit, sondern Versöhnung und den Wiederaufbau von Somalia.
Als es in Puntland wegen geforderter Neuwahlen 2001 zur Konfrontation zwischen Präsident Yusuf und dem Parlament des selbsterklärten Staates kam, ersetzte letzteres Yusuf am 14. November 2001 durch dessen schärfsten innenpolitischen Gegner, Jama Ali Jama aus Boosaaso (in Nord-Puntland). Hinter diesem Machtkampf stand die 2000 gebildete Übergangsregierung Somalias, die einen Zweifrontenkrieg gegen ein Bündnis der Puntland-Separatisten mit oppositionellen Warlords in Südwestsomalia verhindern wollte. Nur eine Woche später kehrte Yusuf, der sich zunächst nach Gaalkacyo in Süd-Puntland zurückgezogen hatte, an der Spitze loyaler Truppen in die Hauptstadt Garoowe zurück und erklärte sich zum Gegen-Präsidenten.
Möglich wurde dies durch direkte Waffenhilfe einiger Tausend Äthiopier, die von Addis Abeba zur Verstärkung im Kampf gegen die somalische Übergangsregierung geschickt worden waren. Äthiopien hatte bereits verschiedentlich in den somalischen Bürgerkrieg eingegriffen und u. a. 1998 die Abspaltung Puntlands unterstützt, da es ein starkes und geeintes Somalia wegen dessen Gebietsansprüchen fürchtet (siehe Groß-Somalia). 2003 stimmte Jamas Stellvertreter und Nachfolger einem Waffenstillstand, Yusuf im Gegenzug dazu einer Machtteilung zu. Da sich Jama aber vorübergehend in die eigentlich außerhalb Puntlands liegende Grenzregion Sanaag zurückgezogen hatte, kam es Anfang 2004 auch zur bewaffneten Konfrontation mit Somaliland entlang der Grenze zwischen beiden abtrünnigen Republiken. Auch der Grenzverlauf zwischen dem Rest-Somalia und Puntland ist nicht genau definiert.
Auf einer gesamtsomalischen Friedenskonferenz in Kenia (ohne Teilnahme Somalilands) söhnte sich Ende 2004 die Übergangsregierung mit den meisten Kriegsherren aus. Auch Puntland schloss sich der Übergangsregierung an, und Abdullahi Yusuf Ahmed wurde neuer Übergangspräsident Somalias, was er bis Ende 2008 blieb. Die Region strebt weiterhin nach Autonomie und sieht sich als autonomer Teilstaat Somalias (Puntland State of Somalia).
Im August 2006 wurde Puntland zeitweise von der Union islamischer Gerichte von Süden her bedrängt. Diese hatte am 16. August die Hafenstädte Hobyo, Harardheere und Eldhere eingenommen. Im selben Jahr erklärte sich Galmudug sowohl von Somalia als auch von Puntland einseitig für unabhängig.
Ende 2008 sorgte die Piraterie vor der Küste Somalias, die vor allem von Puntland ausging, für Schlagzeilen. Inzwischen hat Puntland für Piraten die Todesstrafe eingeführt, was diese aber nicht abschreckt.
Bei den Präsidentschaftswahlen Anfang 2009 wählte das Parlament den Oppositionsführer Abdirahman Mohamed Farole zum neuen Präsidenten. Unter Farole wurde ein Demokratisierungsprozess begonnen, der in die Annahme einer eigenen Verfassung am 18. April 2012 mündete. Laut dieser soll Puntland als unabhängiger Staat agieren, bis eine gesamtsomalische Verfassung durch Volksentscheid angenommen würde. Seit dem 12. September 2012 können Parteien offiziell registriert werden, was eine Neuerung im politischen System darstellt.
Am 8. Januar 2014 wurde Abdiweli Mohamed Ali zum neuen Präsidenten Puntlands gewählt. Ali war zwischen 2011 und 2012 Ministerpräsident Somalias gewesen.
Am 31. Juli 2014 kündigte Puntland an, alle Beziehungen zur Bundesregierung Somalias abzubrechen. Dies sei eine Reaktion auf die Bildung eines neuen Bundesstaats Somalias auf dem Gebiet der Regionen Mudug und Galguduud. Da Puntland den Norden Mudugs kontrolliert, empfand seine Regierung den Anspruch der Zentralregierung auf die gesamte Region als ungerechtfertigt. Nach Verhandlungen wurde am 14. Oktober 2014 in Garowe ein Abkommen geschlossen, das den Verbleib des Norden Mudugs bei Puntland versichert. In dem Abkommen wurde zudem das Aufstellen einer gemeinsamen Armee beschlossen. Die Gespräche über eine Integrierung Puntlands als Bundesstaat in das Staatswesen Somalias wurden im April 2015 fortgesetzt.
Am 8. Januar 2019 gewann Said Abdullahi Deni die Präsidentschaftswahl. Er löst damit Abdiweli Mohamed Ali nach 5 Jahren Amtszeit ab.
Im April 2024 kündigte Puntland an, sich angesichts eines Streits über somalische Verfassungsänderungen aus Somalias föderalen Institutionen zurückzuziehen, die Übergangsverfassung von 2012 als ungültig zu betrachten, und auf Basis der Verfassung Puntlands von 2009 nun als funktional unabhängiger Staat zu agieren.

## Politik

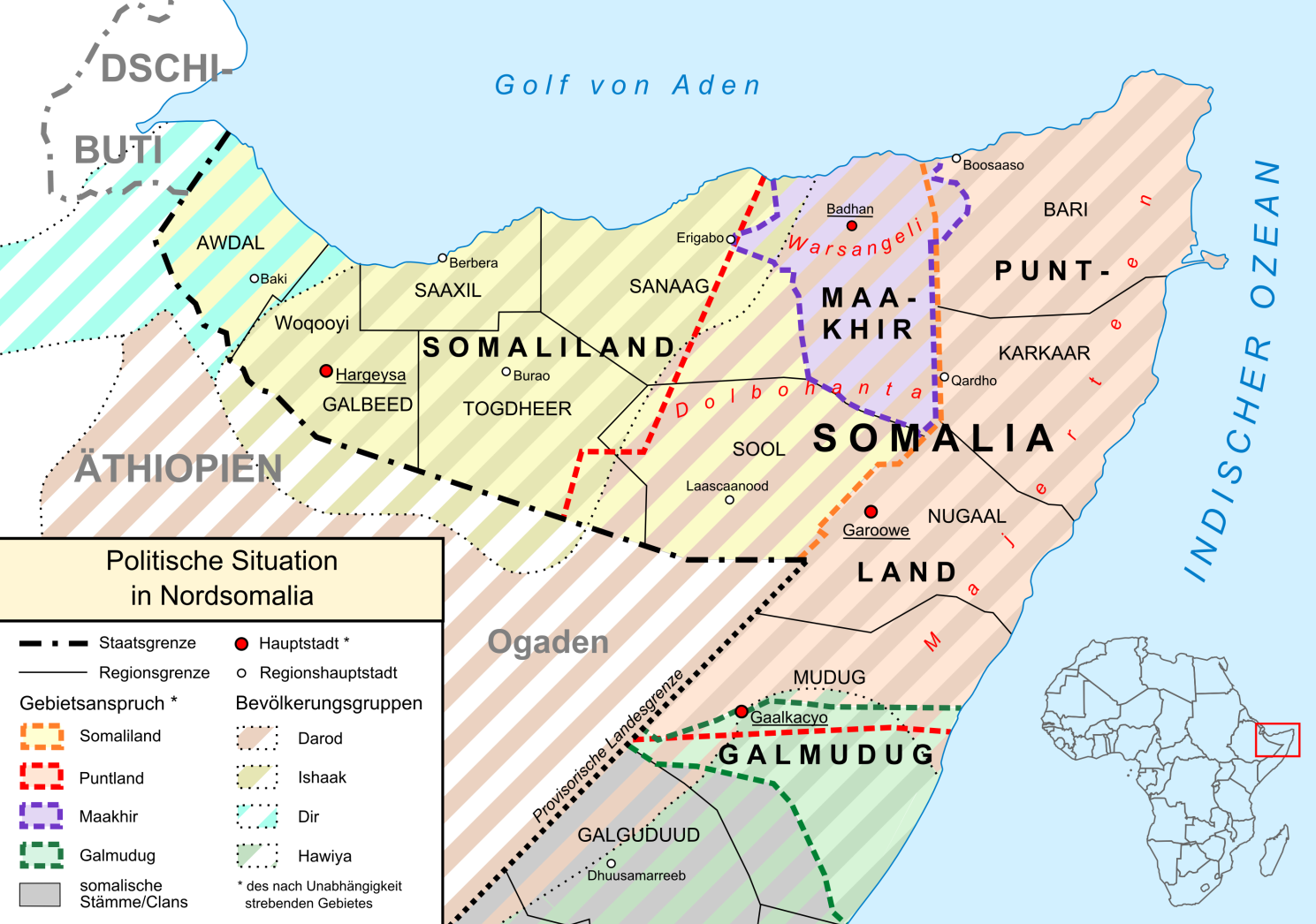
Karte von Puntland und Umgebung mit Clans, Verwaltungsregionen und Gebietsansprüchen

Puntland stützt sich vor allem auf den Clan der Harti-Darod mit den Unterclans der Majerteen, Warsangeli und Dhulbahante und weitere kleinere Unter-Clans der Darod, z. B. Leelkase und Awrtable. Es kontrolliert heute die Verwaltungsregionen Bari, Nugaal und Nord-Mudug, in denen die Majerteen dominieren; ferner erhebt es Anspruch auf die im Westen angrenzenden Teile der Regionen Sool, Sanaag und Togdheer, in denen Warsangeli und Dhulbahante leben und die auch von Somaliland beansprucht werden. Seit 2003 kam es mehrfach zu bewaffneten Konfrontationen zwischen Puntland und Somaliland um die umstrittenen Grenzregionen. Ende 2007 nahm Somaliland die Stadt Las Anod ein. Die Spannungen zwischen Puntland und Somaliland blieben bestehen. Zum 11. Jahrestag von Puntland, am 2. August 2009, bekräftigten die Autoritäten in Garowe, dass sie Las Anod zurückerobern würden. Der Konflikt zwischen Somaliland und Puntland geht im Kern um die Zukunft des somalischen Staates. Während Somaliland auf Eigenstaatlichkeit und somit auf das Ende Somalias in den Grenzen von 1990 besteht, bemüht sich Puntland um die Wiederherstellung eines vereinigten, aber föderalen Somalias.
Innerhalb Puntlands bestehen Differenzen zwischen den drei Unterclans der Majerteen (Osman Mahamud, Omar Mahamud und Isse Mahamud) sowie zwischen der wirtschaftlich prosperierenden, stark wachsenden Hafenstadt Boosaaso und den weniger weit entwickelten Gebieten vor allem auch über in der Region vermutete Erdöl- und Rohstoffvorkommen. Im Zuge dieser Streitigkeiten riefen Warsangeli in Sanaag im Juli 2007 einen weiteren autonomen Teilstaat Maakhir aus. Im Januar 2009 schloss sich dieser jedoch offiziell Puntland an.
Puntland verfügt über ein Regionalparlament mit 66 Abgeordneten, dessen Hauptfunktion darin besteht, alle vier Jahre den Präsidenten zu wählen.

## Wirtschaft
Wichtigste wirtschaftliche Grundlage der Bevölkerung ist die (nomadische) Haltung von Kamelen, Ziegen und Schafen. Des Weiteren werden Weihrauch und Gummiarabikum produziert. Dürren, die im Klima der Region alle paar Jahre auftreten, stellen ein Problem dar. Die Hafenstadt Boosaaso an der Nordküste Puntlands hat sich zum wichtigen Ausfuhrhafen für Güter aus den weiter südlich gelegenen somalischen Gebieten entwickelt.
Vor der Küste liegen bedeutende Fischvorkommen, die in Abwesenheit einer effektiven Küstenwache allerdings vermehrt von auswärtigen Fangflotten illegal ausgebeutet werden. Etwa 700 Schiffe, so schätzt die Welternährungsorganisation (FAO), fischen jedes Jahr ohne Lizenz vor Somalia. Nach Schätzungen von Clive Schofield, Autor einer Studie über die Plünderung der somalischen Fischbestände, haben die fremden Fangflotten erheblich mehr Protein aus Somalias Gewässern entnommen, als die Welt dem Land in Form von humanitärer Hilfe zur Verfügung gestellt hat.
Ein bedeutender Teil der Piraterie in somalischen Gewässern geht von Orten wie Eyl und Harardhere an der Ostküste Puntlands aus. Als Ursache gilt unter anderem die illegale Fischerei, die die Lebensgrundlage der einheimischen Fischer schädigt und manche von ihnen in die Piraterie getrieben hat. Heute ist die Piraterie ein lukratives Geschäft, an dem sich auch Geschäftsleute und ehemalige Bürgerkriegskämpfer aus Puntland und ganz Somalia beteiligen.
In Puntland und Umgebung werden Erdölvorkommen vermutet. Die Regionalregierung hat ohne Zustimmung der somalischen Übergangsregierung Lizenzen zur Erdölexploration an die beiden Unternehmen Range Resources aus Australien und African Oil Corp. aus Kanada vergeben. Die 2008 begonnenen Explorationen wurden 2015 aufgrund der unsicheren politischen Lage eingestellt.
Private Geschäftsleute betrieben, wie in anderen Teilen Somalias, Geldfälschung in großem Umfang. Auch hochrangigen Regierungsmitgliedern in Puntland wurde vorgeworfen, an diesen Aktivitäten beteiligt gewesen zu sein. Folgen waren ein starker Wertverfall des Somalia-Schillings und steigende Preise, was durch globale Faktoren noch verschärft wurde. Die Preise in Puntland vervierfachten sich fast; so kostete ein Sack Reis Ende 2006 etwa 13 US-Dollar, Anfang 2008 waren es über 50 US-Dollar. Händler verweigerten bisweilen aufgrund des hohen Falschgeldanteils die Annahme von Somalia-Schilling-Noten, wonach es zu Unruhen kam. Unter der Regierung Farole wurden diese Geldfälschungen seit 2009 weitgehend eingedämmt.